# 2018年香港籃球聯賽
2018年度香港籃球聯賽（2018 Hong Kong A1 Division Championship），是香港最高級別的男子籃球聯賽，成立於1954年，由香港籃球總會主辦，康樂及文化事務署協辦的一項香港籃球比賽。

## 成立背景
香港籃球聯賽成立於1954年。為增加賽事吸引力香港籃球總會於2005年仿效NBA賽制，將聯賽分為常規賽和季後賽並於季中舉行明星賽。

## 歷史
季後賽決賽
賽制五局三勝制
聯賽成績
- 南華聯賽第一名
- 東方聯賽第三名
- 2018年7月20日(星期五)晚上8時50分開戰冠軍爭霸戰第一場比賽.
- 第一場東方負於南華71比75.
- 第二場及第三場同一地點及時間比賽,分別在7月24日(星期二晚）及7月27日（星期五晚）.
- 第二場東方負於南華75比93.
- 第三場東方勝南華91比86.
- 8月8日(星期三)第四場東方勝南華83比80
- 8月10日(星期五)第五場東方勝南華80比76，艾利諾獨取35分，成為MVP球員。

東方首奪有季後賽的總冠軍。
來季升班球隊漢友
2019年甲一賽季首次有9支甲一球隊參賽。

## 比賽場地
- 旺角麥花臣遊樂場（聯赛）香港遊樂場協會管理
- 堅尼地城士美菲路體育館（季後護級赛）康樂及文化事務署管理
- 灣仔修頓遊樂場(聯赛)香港遊樂場協會管理
- 灣仔伊利沙伯體育館(銀牌、季後賽決賽)康樂及文化事務署管理

## 賽事門票價錢
- 30元、50元、80元
- 常規聯賽，30元(傷殘人士，學生及長者)，50元(成人)
- 季後賽(爭標組)，50元(傷殘人士，學生及長者)，80元(成人)

## 入場時間
- 晚上六時三十分。

## 參賽球隊
- 2018年甲一聯賽一共有8支球隊參賽。

| 球隊     | 英文名稱                           |
| -------- | ---------------------------------- |
| 南華     | SCAA Basketball Team               |
| 永倫     | Winling Basketball Club            |
| 東方龍獅 | Eastern Long Lions Basketball Team |
| 標準福建 | Biu Chun Fukien Basketball Team    |
| 飛鷹     | Eagle Basketball Team              |
| 遊協     | HKPA Basketball Team               |
| 南青     | Nam Ching Basketball Team          |
| 滿貫     | Tycoon Basketball Team             |

## 外援制度
居港外援
- 需要在港居住滿一年，才可以向香港籃球總會申請註冊。每隊只可以註冊一名居港外援。

| 球隊! | 居港外援   |
| ----- | ---------- |
| 南華  | 朱亮       |
| 永倫  | 泰那       |
| 東方  | 艾利諾     |
| 福建  | 韋理士     |
| 飛鷹  | 史提芬斯基 |
| 南青  | 拜林       |
| 遊協  | 費格遜     |
| 滿貫  | 拜仁奧斯汀 |

### 本地洋將
- 擁有香港身份證的外籍球員

| 球隊 | 外援1  | 外援2  | 外援3  | 外援4  | 外援5 |
| ---- | ------ | ------ | ------ | ------ | ----- |
| 南華 | 基拔   | 楊和   |        |        |       |
| 永倫 | 賀斯福 | 基士頓 | 周迎堅 | 富思覺 |       |
| 東方 | 丹尼爾 |        |        |        |       |
| 福建 |        |        |        |        |       |
| 飛鷹 |        |        |        |        |       |
| 南青 |        |        |        |        |       |
| 遊協 | 伊榮   |        |        |        |       |
| 滿貫 |        |        |        |        |       |

## 外部連結
- 香港籃球總會網頁（页面存档备份，存于）